# داليا مجاهد

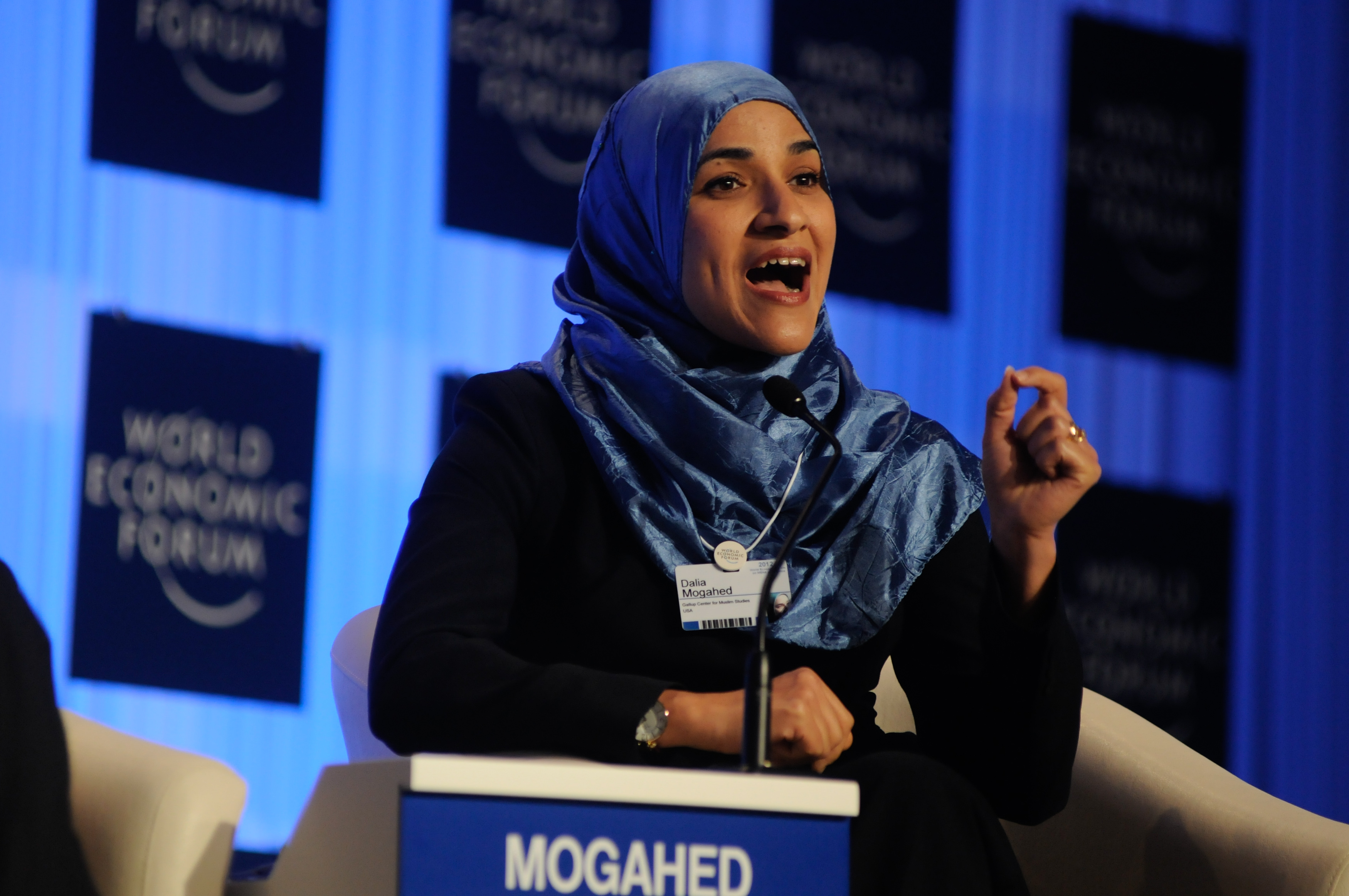
داليا مجاهد في اسطنبول عام 2012.

داليا مجاهد (ح.1974 في السيدة زينب، القاهرة) هي باحثة أمريكية مسلمة من أصل مصري. وتعمل محللة كبيرة والمديرة التنفيذية لمركز گالوپ للدراسات الإسلامية، وهو مركز أبحاث غير حزبي مهمته توفير البيانات وتحليلها ليعبر عن وجهات نظر المسلمين في جميع أنحاء العالم.، وقد اختارها الرئيس الأمريكي باراك أوباما مستشارة في المجلس الاستشاري للأديان المكون من ممثلي 25 طائفة وشخصيات علمانية، لتكون بذلك أول مسلمة تشغل منصباً من هذا النوع في البيت الأبيض.
داليا مجاهد هي عضو في منظمة «نساء في الأمن العالمي» Women in International Security، وتعمل في مجموعة القيادة لـ«مشروع تواصل الولايات المتحدة مع المجتمع الإسلامي العالمي»، وهي عضو في «القوة المكلفة بالأزمة في الشرق الأوسط» في معهد بروكنگز.

## النشأة
وُلِدت داليا مجاهد في القاهرة ونشأت في الولايات المتحدة.
وقد حصلت داليا على بكالوريوس في الهندسة الكيميائية ثم عملت في شركة پروكتر آند گامبل كباحثة في تسويق المنتجات. ثم حصلت على ماجستير في إدارة الأعمال بتركيز على الاستراتيجية من كلية جوسف كاتز للدراسات العليا في الأعمال في جامعة پتسبرگ.
وتعيش داليا مجاهد في منطقة واشنطن العاصمة مع زوجها محمد وابنيها طارق وجبريل.

## نظرة عامة
ترأس داليا مركز گالوب للدراسات الإسلامية والذي يقوم بأبحاث وإحصاءات تتعلق بالمسلمين في جميع أنحاء العالم، وتظهر دراساتها في صحف ودوريات بارزة مثل «وول ستريت جورنال» و«هارڤرد إنترناشيونال ريڤيو».
وشاركت مع جون إسپوزيتو، في تأليف كتاب «من الذي يتكلم نيابة عن الإسلام؟ ما يفكر به مليار مسلم» الذي يركز على 6 سنوات من البحوث وأكثر 50 ألف مقابلة تمثل أكثر من مليار مسلم في أكثر من 35 دولة تسكنها غالبية مسلمة أو عدد لا بأس به من المسلمين، ويعتبر هذا الاستطلاع، الذي يمثل أكثر من 90% من المجتمع الإسلامي في العالم، الدراسة الأكبر والأكثر شمولية من نوعها.

## الدخول للبيت الأبيض
كان الرئيس أوباما وقّع في 5 فبراير على أمر تنفيذي يدعو إلى إنشاء هيئة جديدة في البيت الأبيض تعرف باسم مكتب البيت الأبيض للأديان والمبادرات المجتمعية، وسيسعى المكتب الذي استحدثه أوباما إلى دعم المؤسسات الدينية التي تساعد أفراد الشعب الأميركي".
كما يتضمن الأمر التنفيذي إنشاء مجلس استشاري مكوّن من ممثلي 25 طائفة وشخصيات علمانية، مهمتهم رفع تقارير للرئيس حول الدور الذي يمكن للأديان أن تؤديه لمساعدة المجتمع.
وداليا مجاهد هي المسلمة الوحيدة في المجلس الاستشاري الذي يسعى لمساعدة الرئيس في معرفة الأديان ودورها في حل المشاكل الاجتماعية، والابتعاد عن النظر إليها كمصدر للمشاكل.
ويوجد عدة مهام مناطة بهذا المجلس، وهي "مساعدة الناس في الأزمة الاقتصادية، مواجهة الإجهاض، مواجهة مشكلة وجود عائلات كثيرة بلا آباء، العلاقات بين المسيحيين والمسلمين.
وعن دورها تقول داليا مجاهد: «كمستشارة مسلمة للرئيس، ينصب عملي على دراسات المسلمين ورأيهم وطريقة تفكيرهم في العالم، ثم أطلع الرئيس على قضايا المسلمين وماذا يريدون، خاصة أن الناس تنظر لهم في السنوات الأخيرة كمصدر للمشاكل وأنهم يجب أن يصلحوا أنفسهم ولا يسعوا للمشاركة في إصلاح مشاكل عالمية، ونحن الآن نريد القول إن هناك افكاراً وقدرة لدى المسلمين للمشاركة في وضع الحلول».

## محجبة في البيت الأبيض
وقالت داليا مجاهد «بالنسبة لكوني امرأة محجبة تدخل البيت الأبيض، موضوع الحجاب لم يكن في ذهنهم إلى هذا الحد، وربما هناك كثيرون كان يمكن تعيينهم مكاني، فيما تم تعييني لأنهم يريدون سماع آراء المسلمين، وأنا عندي تلك القدرة على إيصالها من خلال عملي في مركز گالوب. لكن نعم أنا أول مسلمة محجبة تدخل البيت الأبيض في منصب من هذا النوع».
وبخصوص قرار أوباما توظيف المسلمين في البيت الأبيض، قالت داليا إن الأمر صحيح و«قد بدأ تطبيقه فعلاً بتعيين عدد منهم، ولكن في مراكز ليست رفيعة».
وعن رأيها في دور المسلمات في أمريكا وانتقاد المسلمين لإمامة امرأة لبعض المصلين، أجابت داليا مجاهد «المرأة المسلمة تشارك في الدعوة وكل نشاطات الجوامع، وتقوم بعمل كبير مثل التنظيم والتدريس».

## خطاب أوباما للعالم الإسلامي
قالت داليا مجاهد إنها أوصت أن يحوي خطاب أوباما للعالم الإسلامي عدة نقاط منها الاحترام المتبادل بين الجانبين من خلال السياسات وليس التصريحات فقط، والمشاركة والتعاون في حل مشكلات العالم، وإبداء التفهم لمشاكل المسلمين وأسباب غضبهم من الولايات المتحدة.
ونفت في ندوة عقدت في القاهرة عن العلاقات بين الغرب والمسلمين ان تكون قد أثرت على خطاب الرئيس الأمريكي مشيرة إلى أن مهمتها استشارية فقط. وأضافت قائلة أن البعض حاول أن يؤثر على أوباما كي يركز الخطاب على النواحي الدينية والثقافية وهو الأمر الذي اعترضت عليه وطلبت وأن يعالج القضايا السياسية أيضا في خطابه. وذكرت أن البيت الأبيض أخذ بتوصياتها في الخطاب الذي ألقاه الرئيس الأمريكي في تركيا.

## الجوائز والتقدير
- 180 ضمن «أقوى 500 شخصية عربية 2012»، أريبيان بزنس
- 3 ضمن «أقوى 100 شخصية عربية 2010»، أريبيان بزنس

## مؤلفاتها
- من يتحدث باسم الإسلام؟ (بالمشاركة مع آخرين)

## اقرأ أيضا
- قائمة أقوى 100 امرأة عربية لعام 2016

- قائمة أقوى 100 امرأة عربية لعام 2016